# 外星人博物館
外星人博物館是台灣的一間外星人主題博物館，位於台中市西屯區逢甲路。佔地約1千坪，館內展出1888件中國北方新石器時期紅山文化的文物。
2010年5月23日正式開幕，開幕當天知名探險家眭澔平即前來參訪。
館方聲稱館內所藏文物都是外星人的雕像，還稱許多名人如史蒂夫·賈伯斯、楊宗緯都是外星人投胎。